# Rally Cidade de Narón de 2023
El Rally Cidade de Narón de 2023 fue la trigésimo quinta edición y la cuarta ronda de la Copa de España de Rallyes de Asfalto. Se celebró del 21 de julio al 22 de julio y contó con un itinerario de diez tramos que sumaban un total de 120,3 km cronometrados. Fue también puntuable para la Clio Trophy Spain, la Copa Dacia Sandero y el Trofeo Galicia Historic.

## Itinerario
| Día   | Tramo | Nombre                               | Distancia | Hora  | Ganador      | Tiempo | Líder        |
| ----- | ----- | ------------------------------------ | --------- | ----- | ------------ | ------ | ------------ |
| Día 1 | TC1   | A Queira - Talleres Casal y Pernas 1 | 10.00 km  | 08:40 | Jorge Cagiao | 6:07.2 | Jorge Cagiao |
| Día 1 | TC2   | San Pedro - VO Ferrol 1              | 15.15 km  | 09:05 | Jorge Cagiao | 9:46.3 | Jorge Cagiao |
| Día 1 | TC3   | A Queira - Talleres Casal y Pernas 2 | 10.00 km  | 11:35 | Álvaro Muñiz | 6:02.1 | Jorge Cagiao |
| Día 1 | TC4   | San Pedro - VO Ferrol 2              | 15.15 km  | 12:00 | Jorge Cagiao | 9:30.2 | Jorge Cagiao |
| Día 1 | TC5   | Pedroso - Autos Pasuco 1             | 8.48 km   | 12:35 | Jorge Cagiao | 4:40.2 | Jorge Cagiao |
| Día 1 | TC6   | Pedroso - Autos Pasuco 2             | 8.48 km   | 15:25 | Jorge Cagiao | 4:37.3 | Jorge Cagiao |
| Día 1 | TC7   | As Enchousas - Autolife Neumáticos 1 | 11.88 km  | 16:15 | Jorge Cagiao | 6:51.9 | Jorge Cagiao |
| Día 1 | TC8   | As Barbelas - Talleres Gandoy 1      | 14.64 km  | 16:40 | Álvaro Muñiz | 8:55.6 | Jorge Cagiao |
| Día 1 | TC9   | As Enchousas - Autolife Neumáticos 2 | 11.88 km  | 19:20 | Jorge Cagiao | 6:49.3 | Jorge Cagiao |
| Día 1 | TC10  | As Barbelas - Talleres Gandoy 2      | 14.64 km  | 19:45 | Jorge Cagiao | 8:45.6 | Jorge Cagiao |

## Clasificación final
| Pos. | Piloto             | Copiloto            | Automóvil                | Tiempo    | Diferencia |
| ---- | ------------------ | ------------------- | ------------------------ | --------- | ---------- |
| 1.   | Jorge Cagiao       | Javier Martínez     | Alpine A110 Rally RGT    | 1:12:12.6 | 0.0        |
| 2.   | Álvaro Muñiz       | Néstor Casal        | Škoda Fabia R5           | 1:12:35.4 | +22.8      |
| 3.   | Óscar Palacio      | Alberto Iglesias    | Ford Fiesta Rally2       | 1:17:04.3 | +4:51.7    |
| 4.   | Pablo Rey          | Luis Hernández      | Suzuki Swift Sport R+    | 1:19:22.3 | +7:09.7    |
| 5.   | José Fernando Rico | Miguel Peña Vázquez | BMW M3 E36               | 1:19:33.5 | +7:20.9    |
| 6.   | Javier Pardo       | Adrián Pérez        | Suzuki Swift Rally 5port | 1:19:48.3 | +7:35.7    |
| 7.   | Unai de la Dehesa  | Daniel Sosa         | Renault Clio Rally4      | 1:19:58.7 | +7:46.1    |
| 8.   | Alejandro Martín   | Aday Ortiz          | Renault Clio Rally5      | 1:20:42.2 | +8:29.6    |
| 9.   | Fran Cima          | Anna Tallada        | Renault Clio Rally5      | 1:20:48.3 | +8:35.7    |
| 10.  | Juan Manuel Mañá   | David Fernández     | Renault Clio Rally5      | 1:20:53.5 | +8:40.9    |